# Stazione di Okazaki
La stazione di Okazaki (岡崎駅?, Okazaki-eki) e una stazione ferroviaria di interscambio situata nella città di Okazaki, nella prefettura di Aichi in Giappone. La stazione ospita due operatori, la JR Central servita dalla linea principale Tōkaidō e la linea circolare di Aichi, di cui è capolinea.

## Linee
JR Central
■ Linea principale Tōkaidō
 Ferrovia circolare di Aichi
■ Linea circolare di Aichi

## Struttura
La stazione è costituita da due marciapiedi a isola e uno laterale con 5 binari in superficie.
| 0   | ■ Linea circolare di Aichi | per Shin-Toyota e Setoshi |
| 1-2 | ■ Linea principale Tōkaidō | per Toyohashi e Hamamatsu |
| 3-4 | ■ Linea principale Tōkaidō | per Nagoya, Gifu e Ōgaki  |

## Stazioni adiacenti
| ≪                        | Servizio                            | ≫                        |
| Linea principale Tōkaidō | Linea principale Tōkaidō            | Linea principale Tōkaidō |
| ------------------------ | ----------------------------------- | ------------------------ |
| Aimi                     | Locale                              | Nishi-Okazaki            |
| Aimi                     | Rapido sezionale                    | Anjō                     |
| Gamagōri                 | Rapido Nuovo Rapido Rapido Speciale | Anjō                     |
| Linea circolare di Aichi |                                     |                          |
| Capolinea                | Locale                              | Mutsuna                  |